# Recharged
Recharged (с англ. — «Перезаряженный») — альбом ремиксов американской рок-группы Linkin Park, выпущенный лейблами Warner Bros. Records и Machine Shop Recordings 29 октября 2013 года. Продюсерами альбома стали Рик Рубин и Майк Шинода. Recharged содержит ремиксы на композиции из пятого студийного альбома группы Living Things, а также новый трек «A Light That Never Comes», записанный совместно со Стивом Аоки и выпущенный в качестве сингла 11 октября 2013.

## Об альбоме

### Анонс и продвижение
Анонс Recharged состоялся на странице Linkin Park в Facebook 12 сентября 2013 года. Группа также объявила, что альбом будет представлять собой сборник ремиксов десяти композиций из Living Things, и что он также будет содержать новую песню «A Light That Never Comes» записанную со Стивом Аоки. Пять ремиксов для Recharged уже были ранее выпущены в расширенном издании альбома Living Things. Позднее было объявлено, что будет ограниченная версия Recharged, доступная для заказа только на официальном сайте группы. В это издание вошли: интерактивная 3D-модель, основанная на обложке Living Things, 48-страничный буклет и магнитный стилус, который может взаимодействовать с 3D-фигурой.

В рамках промоакции к Recharged на профиле группы в Facebook была запущена игра Linkin Park Recharge.

12 сентября 2013 на профиле Linkin Park в Facebook была запущена флэш-игра Linkin Park Recharge. Суть игры заключалась в разгадывании головоломок. В первый же день с игрой ознакомилось около 30 тыс. геймеров. При прохождении Linkin Park Recharge у игрока появлялась возможность прослушать полную версию нового трека «A Light That Never Comes». 16 сентября стало известно, что более 10 млн пользователей получили доступ к прослушиванию композиции.
13 сентября 2013 года Майк Шинода в Facebook обнародовал трек-лист альбома и написал следующее:
После Reanimation я многим говорил, что мы больше не выпустим альбома ремиксов… но когда я прослушал все интерпретации Living Things, я изменил своё мнение. В результате, Recharged, безусловно, получился стоящей вещью. Не могу дождаться, когда вы, ребята, сможете услышать этот грандиозный проект, в котором участвовали Pusha T, Datsik, KillSonik, Bun B, Money Mark и другие. Наша новая песня со Стивом Аоки «A Light That Never Comes» есть в альбоме, а также её специальный ремикс в исполнении неподражаемого Рика Рубина.
Оригинальный текст (англ.)After Reanimation, I told many people I would never put together another album of remixes...but as I began to hear all the amazing reinterpretations of Living Things, I had to change my mind. The result, Recharged, is definitely worth it. I can't wait for you guys to hear this amazing project, with contributions by Pusha T, Datsik, KillSonik, Bun B, Money Mark, and others. Our new song with Steve Aoki, «A Light That Never Comes» is on the album as well, plus a special remix of the new song by the inimitable Rick Rubin.
В тот же пост Шинода добавил, что первым заказавшим расширенную версию альбома на сайте Linkin Park, будет доступен для загрузки, ранее выпущенный как часть Living Things Remixed, ремикс композиции «Burn It Down» подготовленный Полом ван Дайком.
Предварительные заказы начались 16 сентября 2013 года. По поводу новой песни «A Light That Never Comes» и альбома Майк Шинода сказал:
Я думаю, что эта песня и релиз [альбома], показывает, где мы находимся сейчас. То что мы создали песню со Стивом, которая дебютировала в Facebook и Xbox Music — я думаю это отражает стремление нашей группы к экспериментированию и желанию выйти за рамки.
Оригинальный текст (англ.)I think this song and release show where we're at right now. Making the song with Steve, premiering it through the Recharge Facebook game, and debuting it via Microsoft's Xbox Music—I think it's all indicative of our band's commitment to experimentation and pushing boundaries.
С 24 по 28 октября 2013 полную версию Recharged можно было прослушать на сайте MTV.com. Релиз альбома состоялся 29 октября.

### Мнения критиков и продажи
| Совокупная оценка | Совокупная оценка |
| Источник          | Оценка            |
| ----------------- | ----------------- |
| Metacritic        | 49/100            |
| Оценки критиков   |                   |
| Источник          | Оценка            |
| Allmusic          | [ 10 ]            |
| NME               | 5/10              |
| Now               | 40/100            |

Реакция критиков на Recharged была смешанной. На американском веб-агрегаторе Metacritic рейтинг альбома составляет 49 %, основанный на 4 рецензиях. Журнал NME раскритиковал звучание альбома, описав песни в нём, как «расквашенный драм-н-бейс, 8-битные всплески и несуразный дэнсхолл». Неплохим редакторы NME посчитали ремикс Рика Рубина на «A Light That Never Comes»; Но даже он не спасает от общей «катастрофы».
Более положительное мнение о Recharged высказал обозреватель Allmusic Стивен Томас Эрлвин. Он поставил альбому 3 звезды из 5, заявив что «альбом обращён в первую очередь к „хардкорным“ поклонникам Linkin Park».
Recharged дебютировал под номером 10 в чарте Billboard 200, с тиражом более 33 000 проданных копий за первую неделю. На следующей неделе было продано более 11 000 копий. Общий тираж проданных копий за первую неделю продаж в США составляет 49 000.

## Список композиций
| №                   | Название                                                               | Длительность |
| ------------------- | ---------------------------------------------------------------------- | ------------ |
| 1.                  | «A Light That Never Comes» (со Стивом Аоки)                            | 3:49         |
| 2.                  | «Castle of Glass» (M. Shinoda Remix)                                   | 6:20         |
| 3.                  | «Lost in the Echo» (KillSonik Remix)                                   | 5:09         |
| 4.                  | «Victimized» (M. Shinoda Remix)                                        | 3:00         |
| 5.                  | «I'll Be Gone» (Vice Remix) (совместно с Pusha T)                      | 4:00         |
| 6.                  | «Lies Greed Misery» (Dirtyphonics Remix)                               | 4:50         |
| 7.                  | «Roads Untraveled» (Rad Omen Remix) (совместно с Bun B)                | 5:28         |
| 8.                  | «Powerless» (Enferno Remix)                                            | 6:07         |
| 9.                  | «Burn It Down» (Tom Swoon Remix)                                       | 4:46         |
| 10.                 | «Until It Breaks» (Datsik Remix)                                       | 6:00         |
| 11.                 | «Skin to Bone» (Nick Catchdubs Remix) (совместно с Cody B. Ware и Ryu) | 3:54         |
| 12.                 | «I'll Be Gone» (Schoolboy Remix)                                       | 6:11         |
| 13.                 | «Until It Breaks» (Money Mark Headphone Remix)                         | 4:29         |
| 14.                 | «A Light That Never Comes» (Rick Rubin Reboot)                         | 4:40         |
| Общая длительность: | Общая длительность:                                                    | 68:43        |

| №                   | Название                            | Длительность |
| ------------------- | ----------------------------------- | ------------ |
| 15.                 | «Burn It Down» (Paul van Dyk Remix) | 8:00         |
| Общая длительность: | Общая длительность:                 | 76:43        |

## Позиции в чартах
| Чарт (2013)             | Высшая позиция |
| ----------------------- | -------------- |
| ARIA Charts             | 7              |
| Ö3 Austria Top 40       | 9              |
| Ultratop ( Фландрия)    | 28             |
| Ultratop ( Валлония)    | 30             |
| Canadian Albums Chart   | 9              |
| Suomen virallinen lista | 38             |
| MegaCharts              | 34             |
| Mahasz                  | 6              |
| RIANZ                   | 9              |
| PROMUSICAE              | 33             |
| Schweizer Hitparade     | 33             |
| Digital Albums Charts   | 4              |
| Dance/Electronic Albums | 1              |
| Hard Rock Albums        | 1              |
| Rock Albums             | 3              |
| Alternative Albums      | 3              |
| Billboard 200           | 10             |

| Чарт (2014)             | Высшая позиция |
| ----------------------- | -------------- |
| Dance/Electronic Albums | 18             |

## Участники записи
| Linkin Park - Честер Беннингтон — вокал - Майк Шинода — вокал, ритм-гитара, клавишные, фортепиано - Брэд Делсон — соло-гитара, клавишные, бэк-вокал, вокал в «Until It Breaks» - Дэвид «Феникс» Фаррелл — бас-гитара, семплинг, синтезатор, бэк-вокал - Джо Хан — тёрнтейблизм, синтезатор, семплинг, бэк-вокал - Роб Бурдон — ударные, бэк-вокал Другие музыканты - Оуэн Паллетт — струнные в «I’ll Be Gone» - Стив Аоки — программирование, продюсирование «A Light That Never Comes» - KillSonik — ремикс «Lost in the Echo» - Vice — ремикс «I’ll Be Gone» - Pusha T — вокал в ремиксе «I’ll Be Gone» - Dirtyphonics — ремикс «Lies Greed Misery» - Rad Omen — ремикс «Roads Untraveled» - Bun B — вокал в ремиксе «Roads Untraveled» - Enferno — ремикс «Powerless» - Tom Swoon — ремикс «Burn It Down» - Datsik — ремикс «Until It Breaks» - Nick Catchdubs — ремикс «Skin to Bone» - Cody B. Ware — вокал в ремиксе «Skin to Bone» - Ryu — вокал в ремиксе «Skin to Bone» - Schoolboy — ремикс «I’ll Be Gone» - Money Mark — ремикс «Until It Breaks» - Рик Рубин — ремикс «A Light That Never Comes» | Персонал - Майк Шинода и Рик Рубин — продюсеры - Майк Шинода и Итан Мэйтс — звукорежиссёры - Эндрю Хейс — ассистент звукорежиссёра и редактор - Джерри Джонсон — студийный барабанный техник - Брэд Делсон — дополнительное продюсирование - Мэнни Маррокуин — сведение (North Studios, Universal Studios, Калифорния) - Райан ДеМарти — координация производства - Крис Гэлланд и Дел Бауэрс — ассистенты - Брайан Гарден — мастеринг (Bernie Grundman Mastering, Голливуд, Калифорния) - Роб Кавалло — A&R - Питер Стендиш — директор по маркетингу - Майк Шинода, Джо Хан, Брэндон Парвини, Андреа Скиб — креативная дирекция - Брэндон Парвини — художественное оформление (Ghost Town Media) |  |

## Хронология релиза
| Регион    | Дата            | Формат(ы)                | Лейбл(ы)                                       |
| --------- | --------------- | ------------------------ | ---------------------------------------------- |
| США       | 29 октября 2013 | CD, цифровая дистрибуция | Warner Bros. Records / Machine Shop Recordings |
| Европа    | 29 октября 2013 | CD, цифровая дистрибуция | Warner Bros. Records / Machine Shop Recordings |
| Австралия | 29 октября 2013 | CD, цифровая дистрибуция | Warner Bros. Records / Machine Shop Recordings |
| Канада    | 29 октября 2013 | CD, цифровая дистрибуция | Warner Bros. Records / Machine Shop Recordings |
| Россия    | 29 октября 2013 | CD                       | Никитин                                        |
| Япония    | 30 октября 2013 | CD                       | Warner Music Japan                             |
| США       | 6 декабря 2013  | 2×LP                     | Warner Bros. Records / Machine Shop Recordings |
| Европа    | 6 декабря 2013  | 2×LP                     | Warner Bros. Records / Machine Shop Recordings |
| Канада    | 10 декабря 2013 | 2×LP                     | Warner Bros. Records / Machine Shop Recordings |